# Loxigilla portoricensis
Loxigilla portoricensis е вид птица от семейство Тангарови (Thraupidae).

## Разпространение
Видът е разпространен в Пуерто Рико.